# Castelo de Puy-Launay

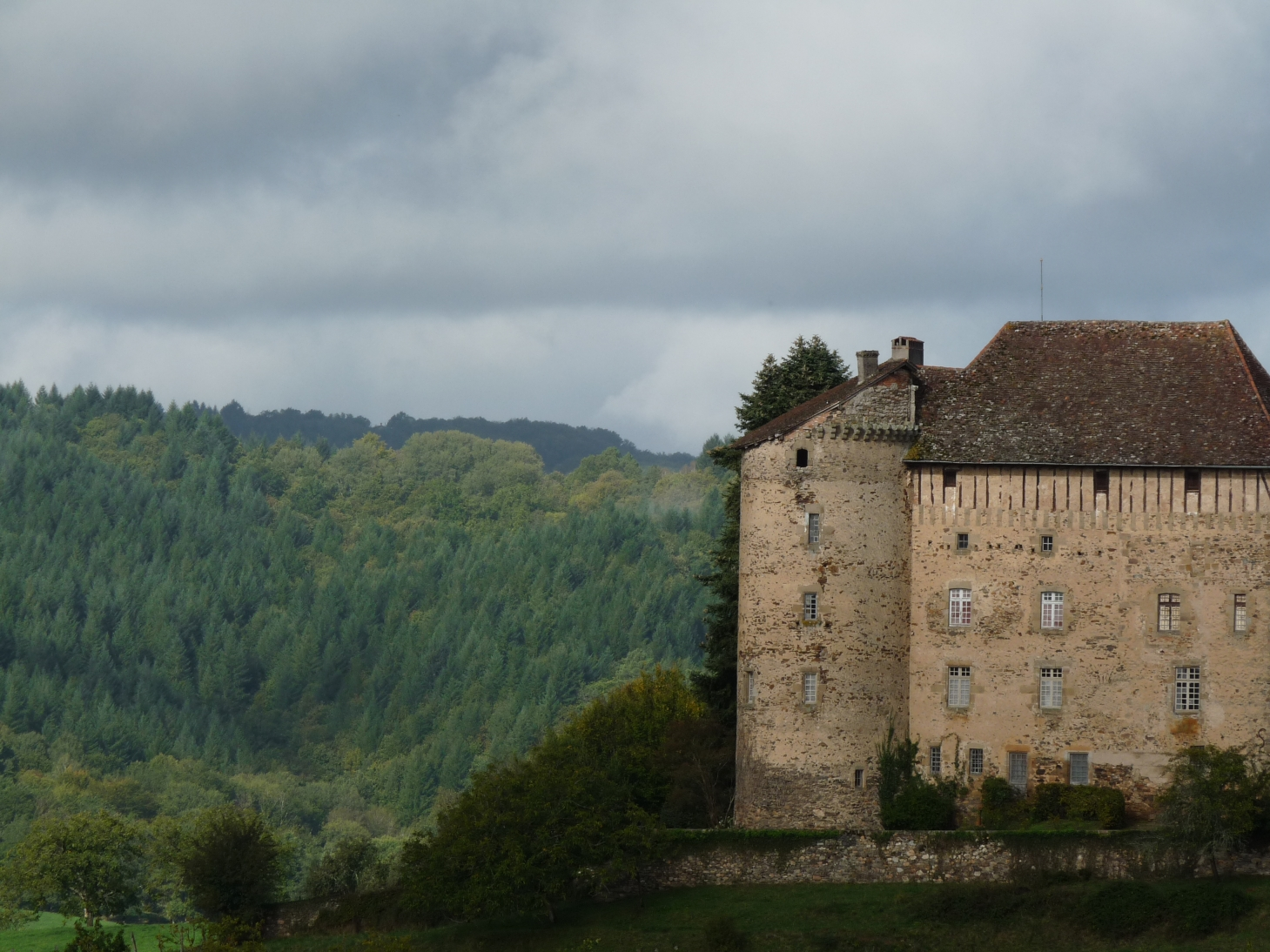
Fachada do castelo Puy Laayay Linac

O Château de Puy-Launay é um castelo em ruínas na comuna de Linac, no departamento de Lot, na França.
Um castelo existe neste local desde o século XIV. Foi submetido a grandes obras de construção no século XV. O edifício é uma estrutura quadrangular; o canto nordeste forma um recanto parcialmente ocupado por uma torre quadrada contendo uma escada em espiral. Duas torres redondas, flanqueando a fachada sul, foram arrasadas durante a Revolução Francesa. Um passeio redondo construído com paredes de tijolos e madeira ainda é visível.
O castelo é propriedade privada. Está classificado desde 1989 como um monumento histórico pelo Ministério da Cultura da França.